# Colm Tóibín
Colm Tóibín (født 30. maj 1955) er en irsk romanforfatter fra Enniscorthy, County Wexford. 
Tóibín er Irene & Sidney B. Silverman Professor i humaniora på Columbia University. Han blev udnævnt universitetsrektor på University of Liverpool i 2017. 

## Romaner
- The South, 1990 (ikke oversat til dansk)
- The Heather Blazing, 1992 (dansk oversættelse Heden i Flammer 1995)
- A Journey
- Nattens historie, 1999
- Blackwater Fyrskib, 2000
- Mesteren, 2006
- Brooklyn, 2009
- The Testament of Mary, 2012 (oversat til dansk af Werner Svendsen, Marias testamente, 2013)[1]
- Nora Webster, 2014
- House of Names, 2017